# Бонацца, Джованни
Джованни Бонацца (итал. Giovanni Bonazza; 1654, Венеция — 1736, Падуя) — итальянский скульптор эпохи барокко венецианской школы. Родоначальник одной из самых влиятельных семей потомственных скульпторов и резчиков-декораторов по мрамору области Венето. Его сыновья: Франческо (?), Томмазо (1696—1775), Антонио (1698—1775) и Микеланджело Бонацца (1704—1768) также были скульпторами, много работавшими в провинции Падуя.

## Биография

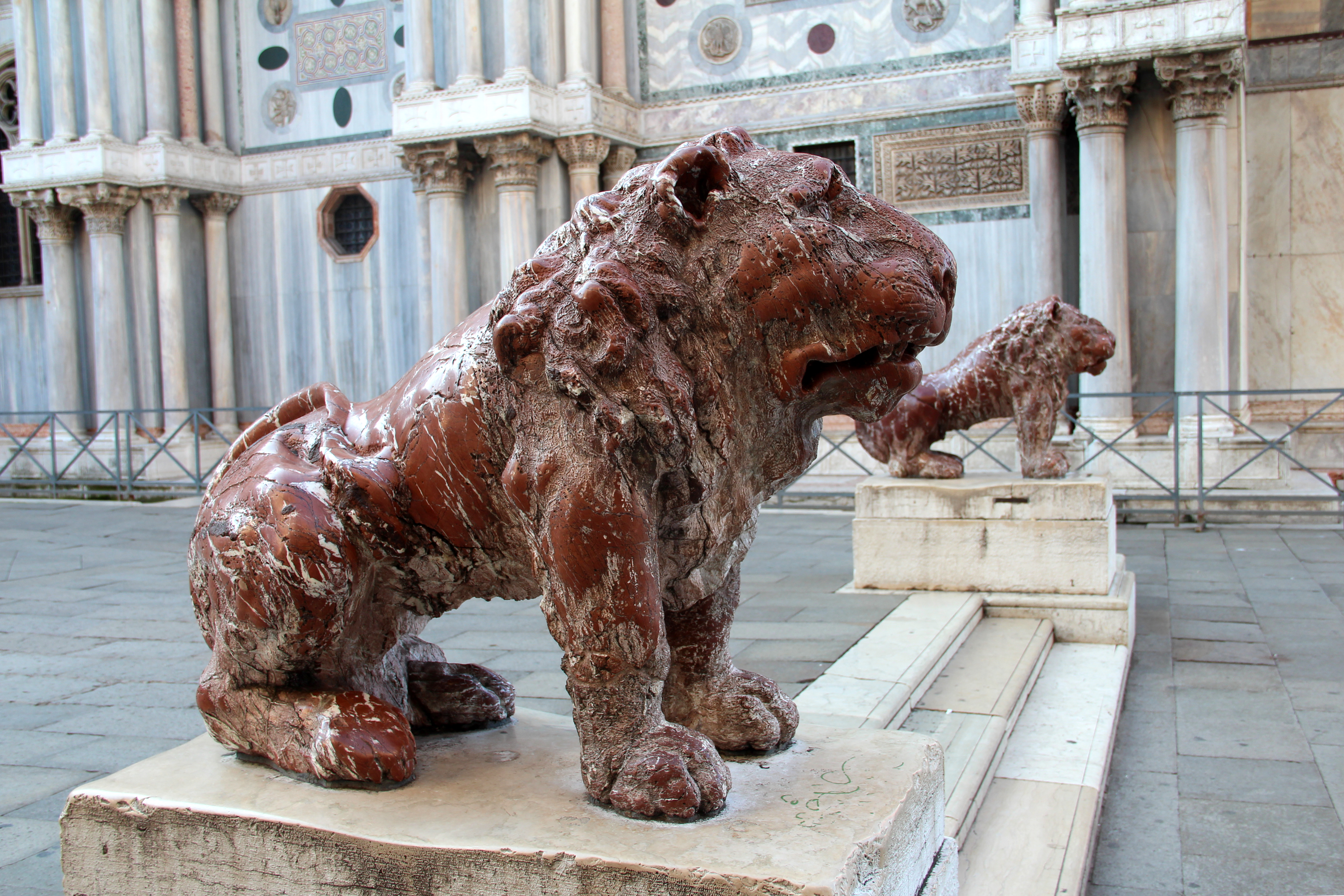
Львы из красного веронского мрамора. 1722. Пьяццетта деи Леончини у базилики Сан-Марко в Венеции

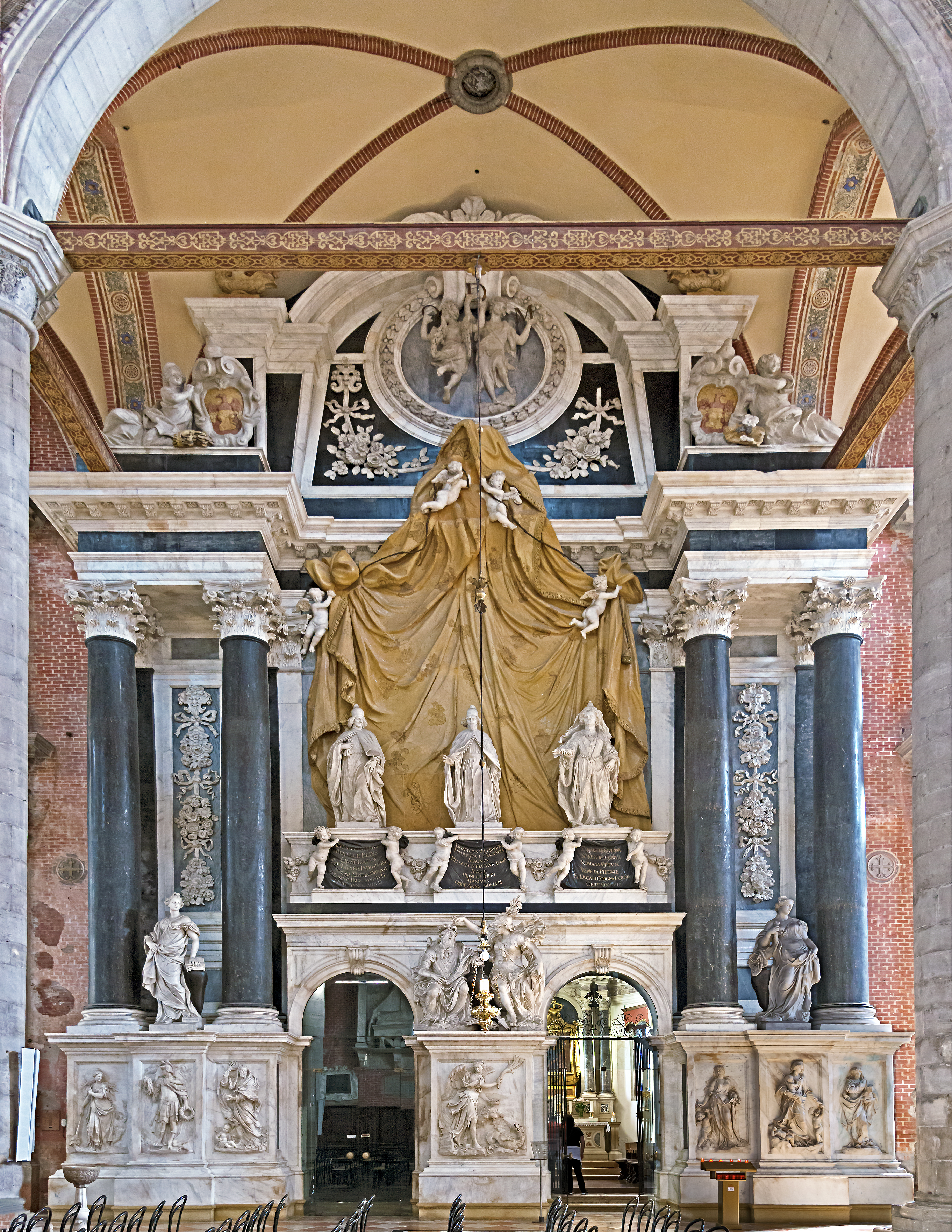
Надгробие семьи Вальер в церкви Санти-Джованни-э-Паоло в Венеции. Архитектор А. Тирали. 1704—1707

Джованни родился в Венеции в семье резчиков по камню. Мастерству скульптуры обучался у Джусто Ле Курта (1627—1679) и Филиппо Пароди (1630—1702). Активно работал в Венеции, Тревизо, в области Полезине но, прежде всего, в Падуе, куда он переехал в 1696 году.
Джованни Бонацца является автором многих скульптур для церквей Венеции. Его первые произведения представляют собой надгробия: Вальер в церкви Санти-Джованни-э-Паоло (1704—1707) и Джироламо Гарцони (ок. 1689) в базилике Санта-Мария-Глорьоза-дей-Фрари. Для церкви Сан- Панталон он изваял статуи святых Иоанна Крестителя и Себастьяна. К юношескому периоду творчества скульптора относятся также скульптурная группа «Мадонна делла Чинтура», или «Мадонна пояса между святыми Моникой и Августином» (Madonna della Cintura tra i santi Monica e Agostino), сохранившаяся в приходской церкви Гардиджано, и памятник папе Александру VIII, созданный для собора в Тревизо (1689). С Мадонной делла Чинтура связана статуя Мадонны Кармело в церкви Сант-Аньезе в Тревизо.
Около 1690 года Джованни Бонацца женился на Маддалене да Тревизо, известной в Венеции как Тарталья (скончалась в Падуе 12 мая 1750 г.).
В 1693 году Бонацца выполнил главный алтарь, позднее утраченный, для госпитальной церкви Сан-Симеоне в Вероне. Его самая известная работа в Падуе — алтарь «Мадонны Печальной» (lʾaltare dell’Addolorata) в церкви Серви, начатый в 1703 году и законченный десятью годами позже.
Среди других известных произведений — алтарь Сант-Антонио (Святого Антония) в соборе Монтаньяны, статуи святых для коллегиальной церкви Кандианы, ангелов главного алтаря церкви Сант-Агостино в Боволенте. Он также работал над скульптурным убранством Базилики дель Санто в Падуе.
Следуя моде того времени, он выполнял заказы частных лиц. Среди прочего он создал несколько статуй индейцев для виллы Бреда в Понте-ди-Брента и аллегорические статуи для конюшен виллы Пизани в Стра.

## Скульптуры Бонацца в России
В Италии скульпторы семьи Бонацца более работали над церковной скульптурой, тем не менее Джованни Бонацца создавал многочисленные садовые статуи и входил в число венецианских скульпторов, которым было поручено обеспечить статуи для садов, строившихся в те годы в России. В 1718 году он изваял «Адама» и «Еву» (на основе скульптур Ф. Риццо). Статуи поместили в центре фонтана в Петергофе. В 1719 году для императорского Летнего сада в Санкт-Петербурге скульптор создал «Зарю» (Аврору), «Полдень», «Вечер» (Закат), «Ночь», «Дельфийскую Сивиллу».
Копии четырёх статуй из цикла «Садовое искусство» (1757): «Флора», «Помона», «Зефир» и «Вертумн», установлены в Верхнем саду Петергофа.
Одна из статуй, созданных для Санкт-Петербурга, подписана «Ioannes et filii Bonazza F. 1719»: весьма вероятно, что многие поздние произведения Бонаццы — результат семейного сотрудничества. Джованни Бонацца скончался в Падуе 30 января 1736 года и был похоронен в церкви Сан-Микеле-Арканджело.
Аллегория «Ночи», статуи в Летнем саду в образе грустной красавицы, получила посвящение в стихотворении русской поэтессы Анны Ахматовой «NОХ» (1942):

Ноченька!
В звёздном покрывале,
В траурных маках, с бессонной совой.
Доченька!
Как мы тебя укрывали
Свежей садовой землёй.

## Галерея
В галерее представлены изображения всех двенадцати скульптур (восьми статуй и четырёх бюстов) работы скульптора и его мастерской, находящихся в Санкт-Петербурге.

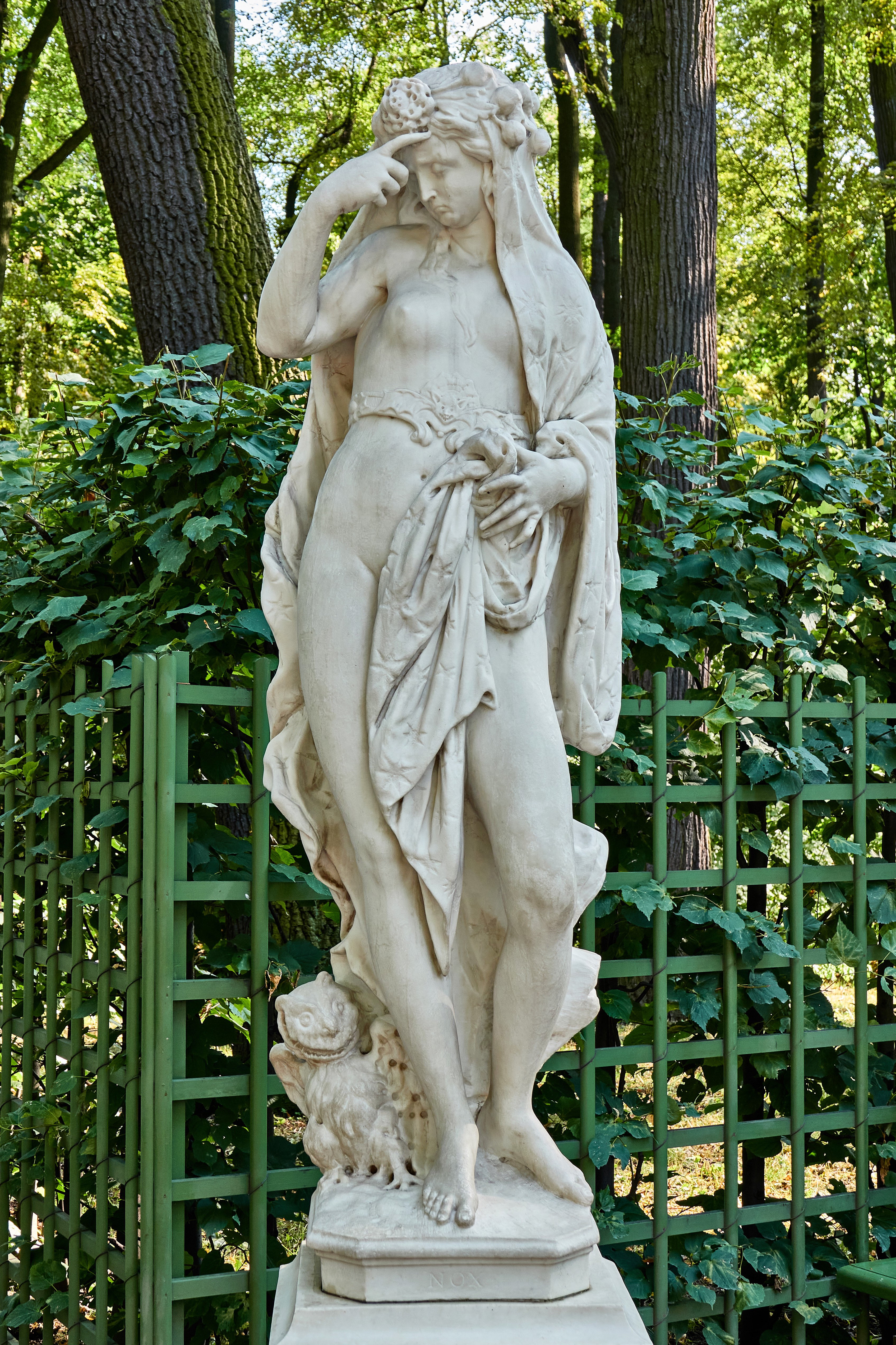
Статуя «Ночь» (1717). Летний сад, Санкт-Петербург.
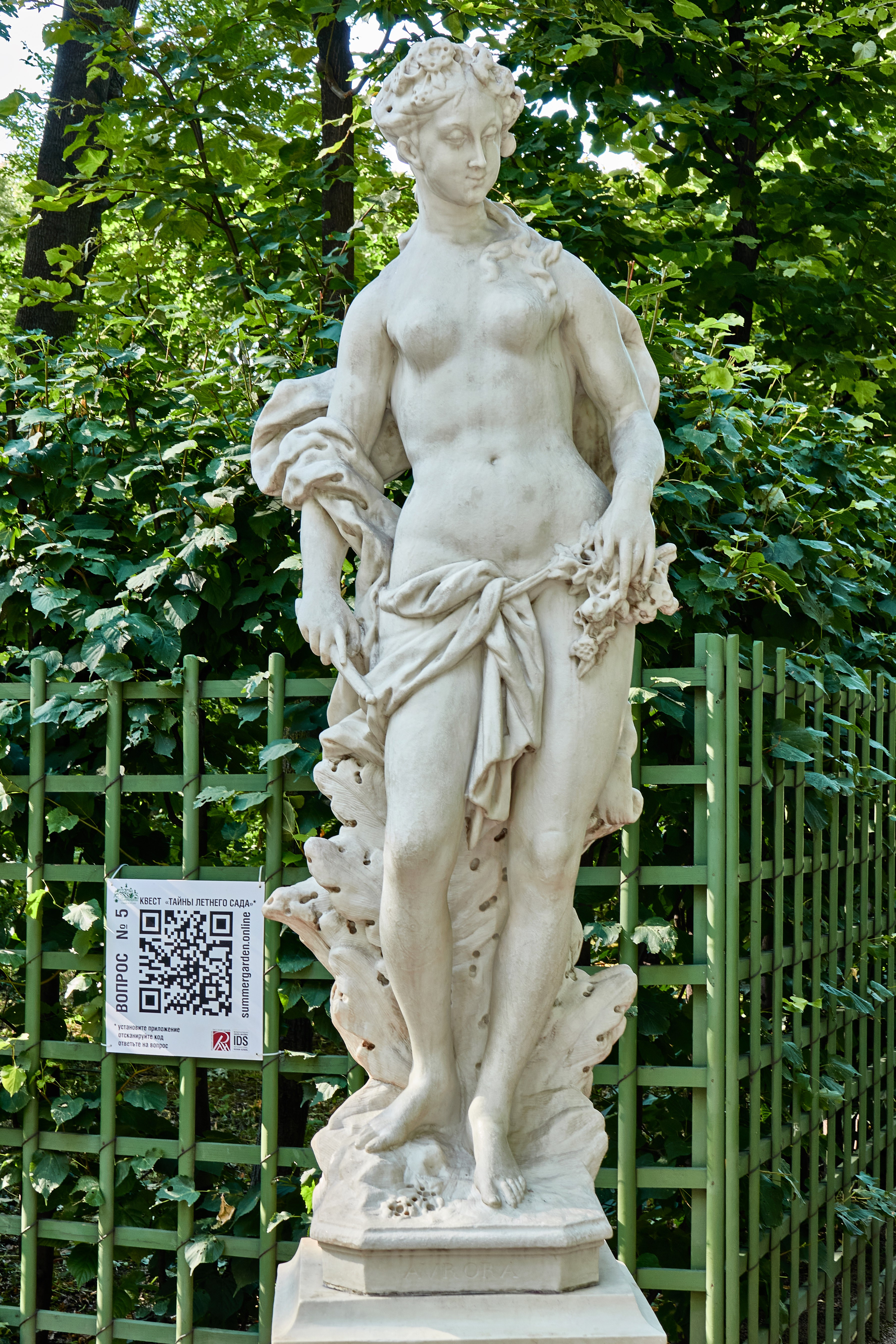
Статуя «Аврора» (1717). Летний сад, Санкт-Петербург.
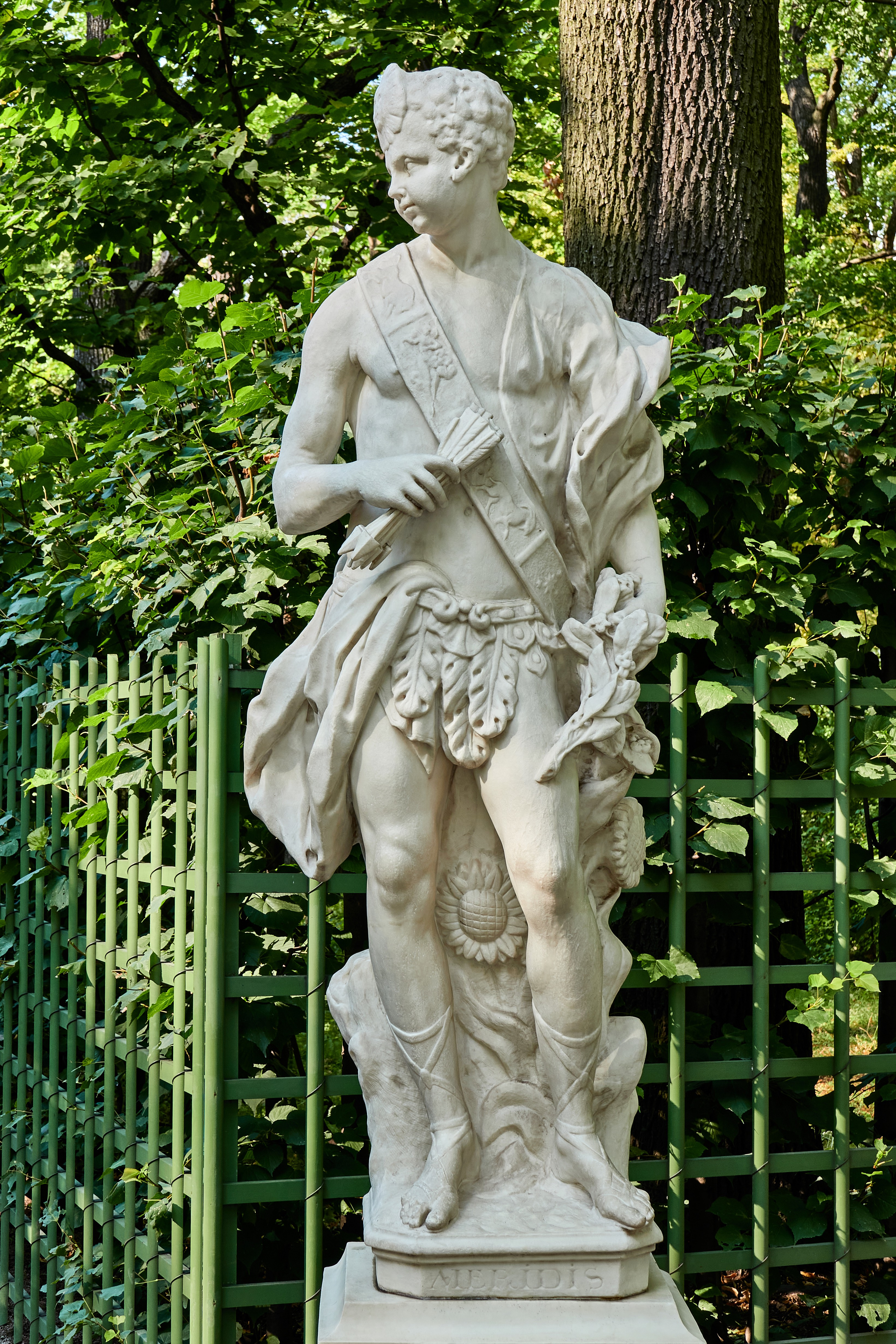
Статуя «Полдень» (1717). Летний сад, Санкт-Петербург.
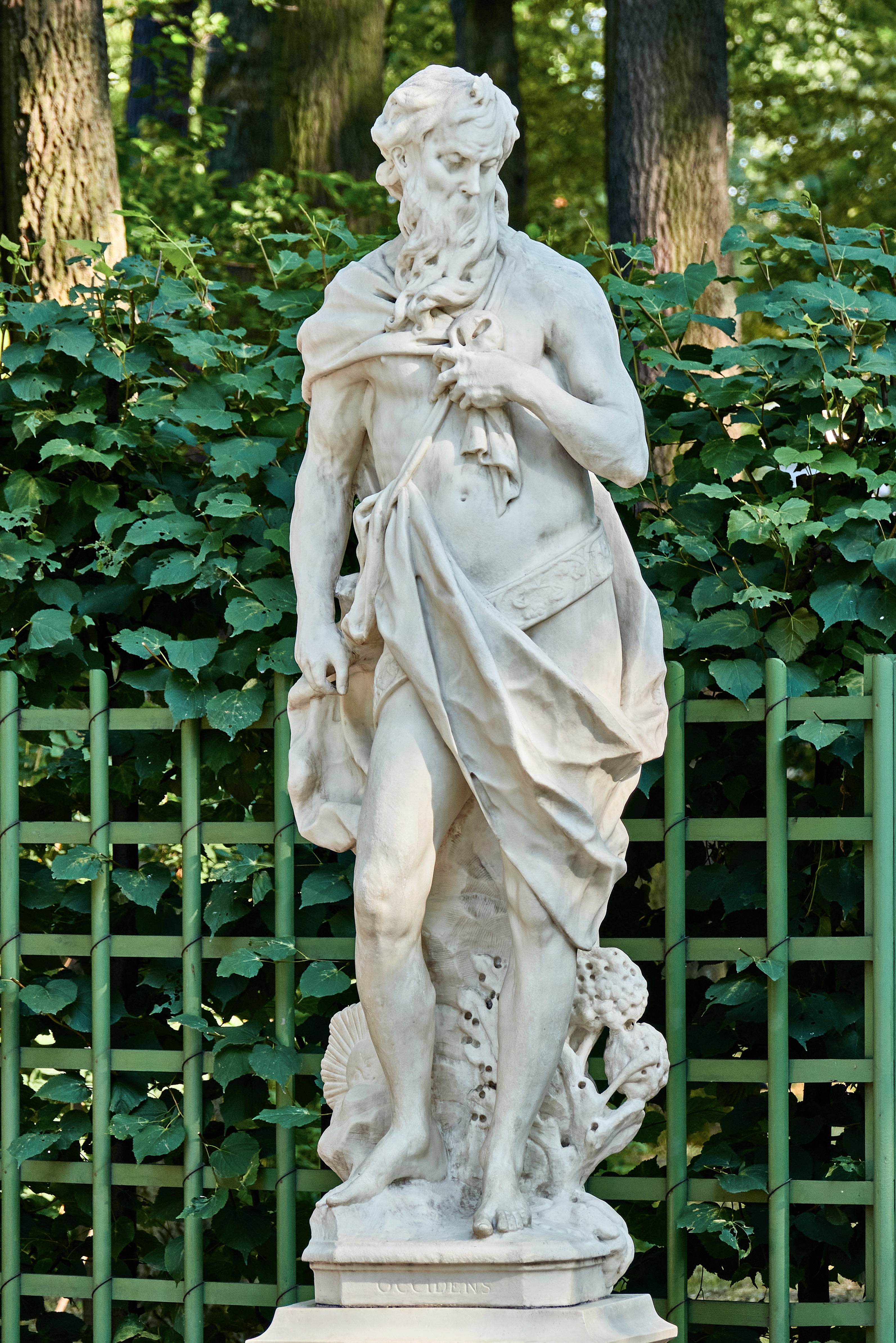
Статуя «Закат» (1717). Летний сад, Санкт-Петербург.
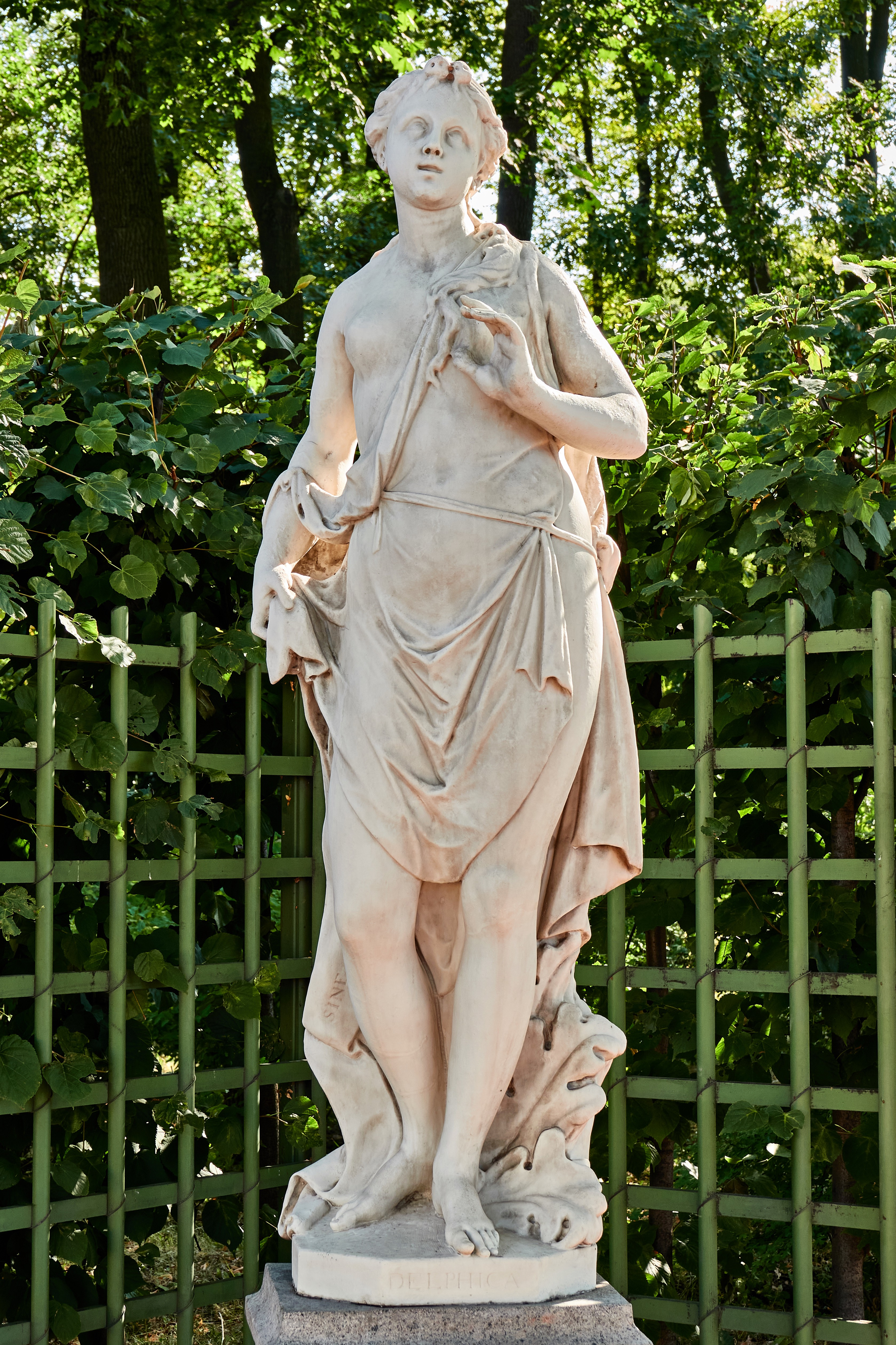
Статуя «Сивилла Дельфийская» (1719). Летний сад, Санкт-Петербург.
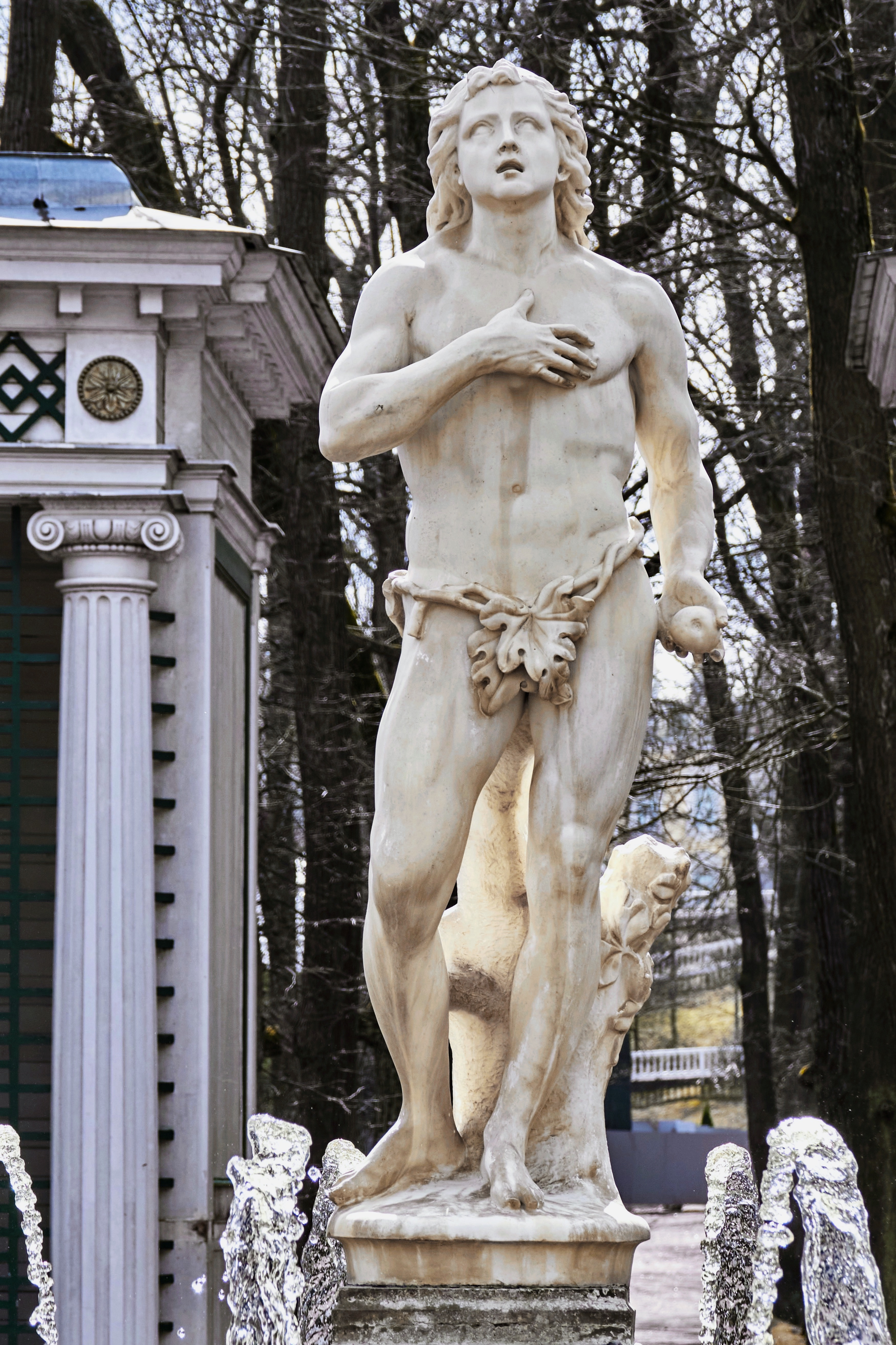
Статуя «Адам» (1718). ГМЗ «Петергоф», Санкт-Петербург.
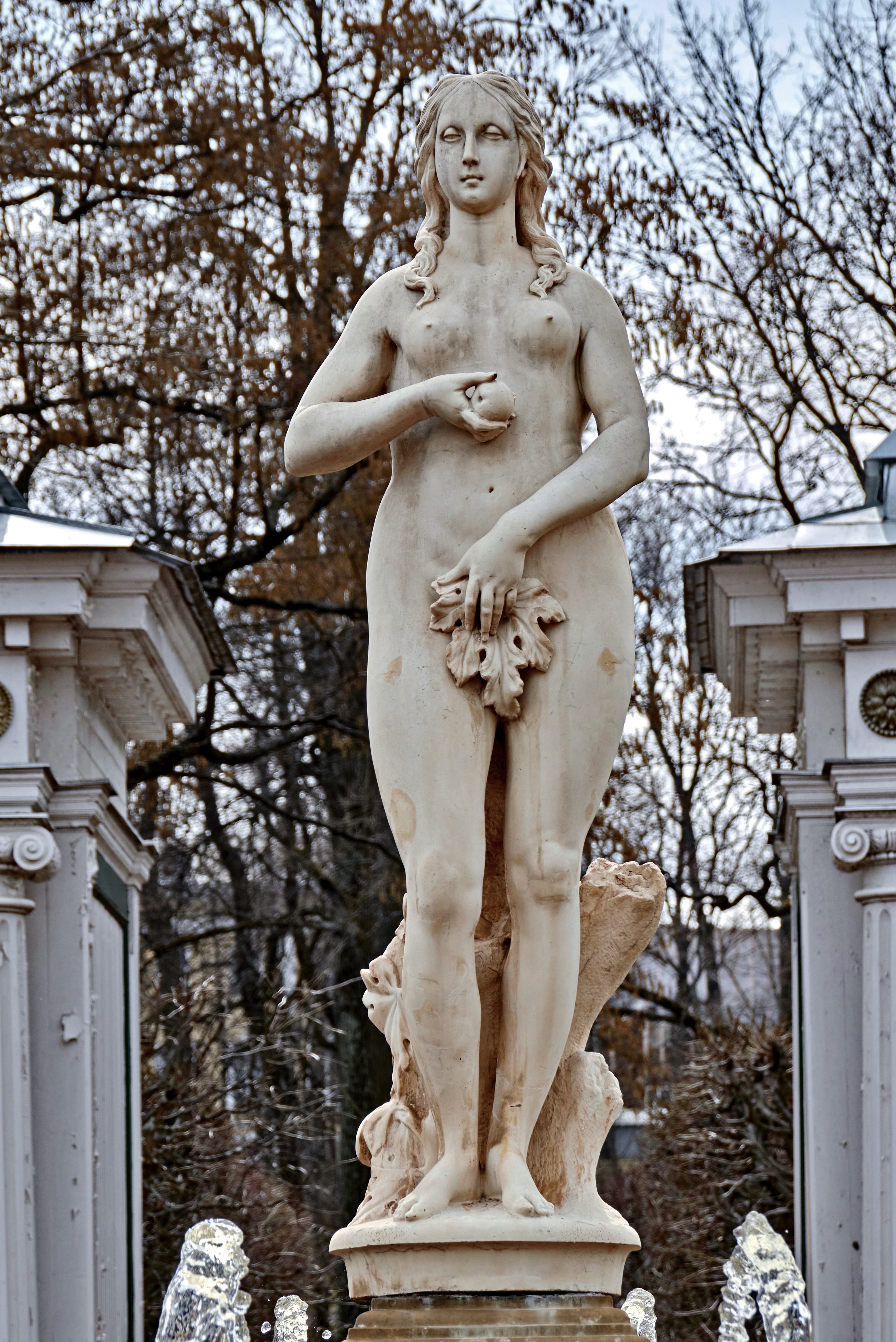
Статуя «Ева» (1718). ГМЗ «Петергоф», Санкт-Петербург.
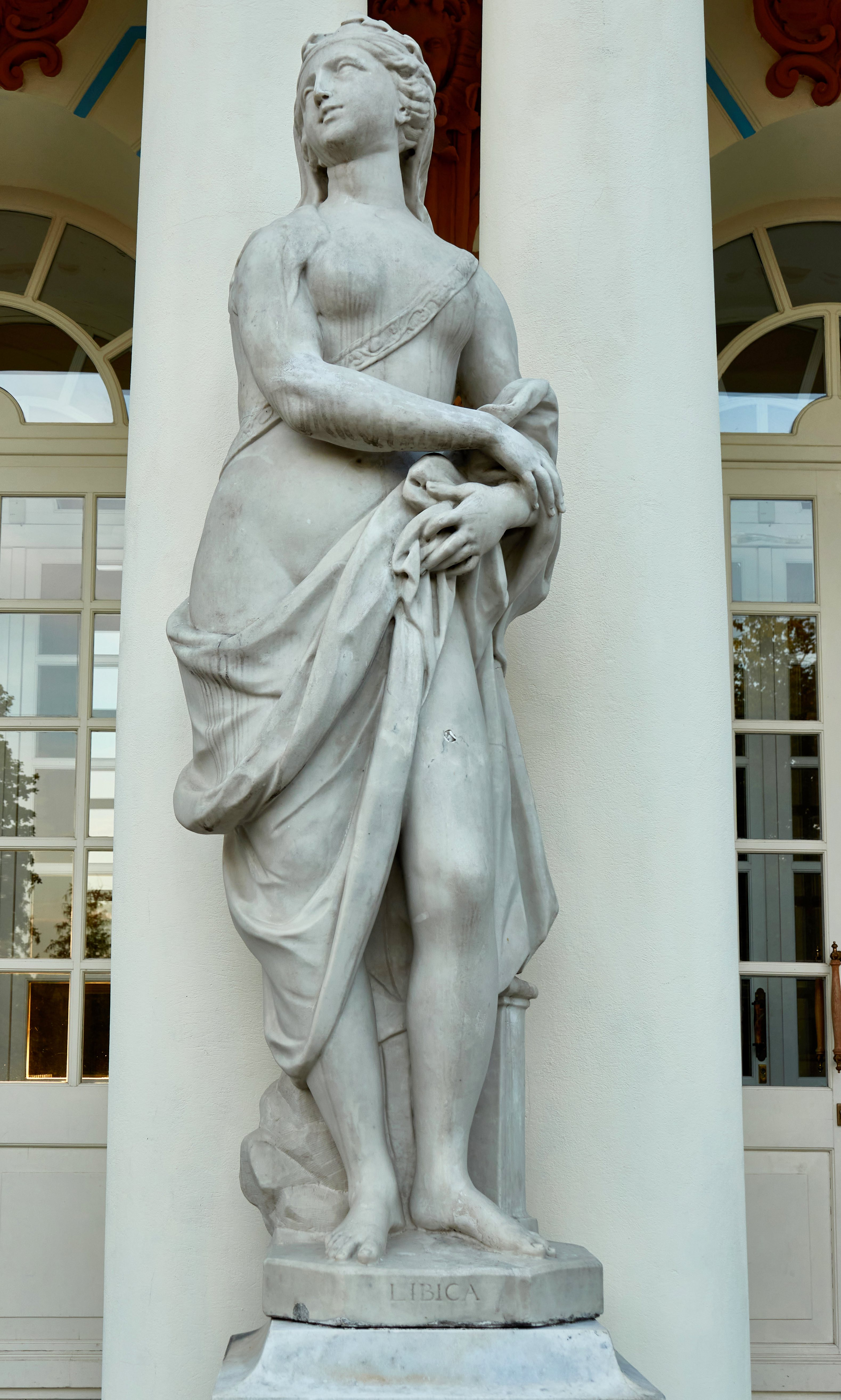
Статуя «Сивилла Ливийская» (1719). ГМЗ «Царское Село», Санкт-Петербург.
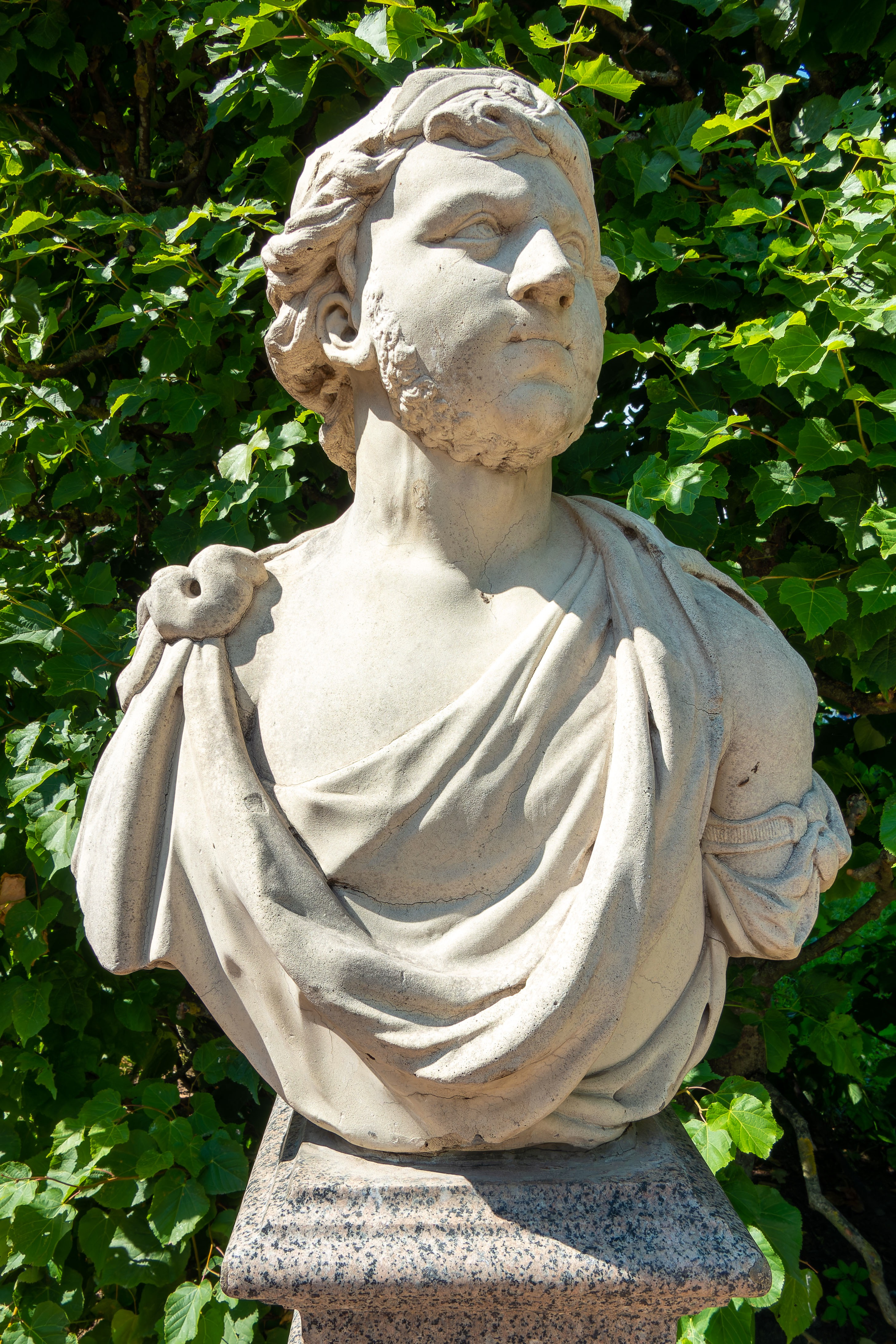
Бюст «Март» (1718-1719). ГМЗ «Царское Село», Санкт-Петербург.
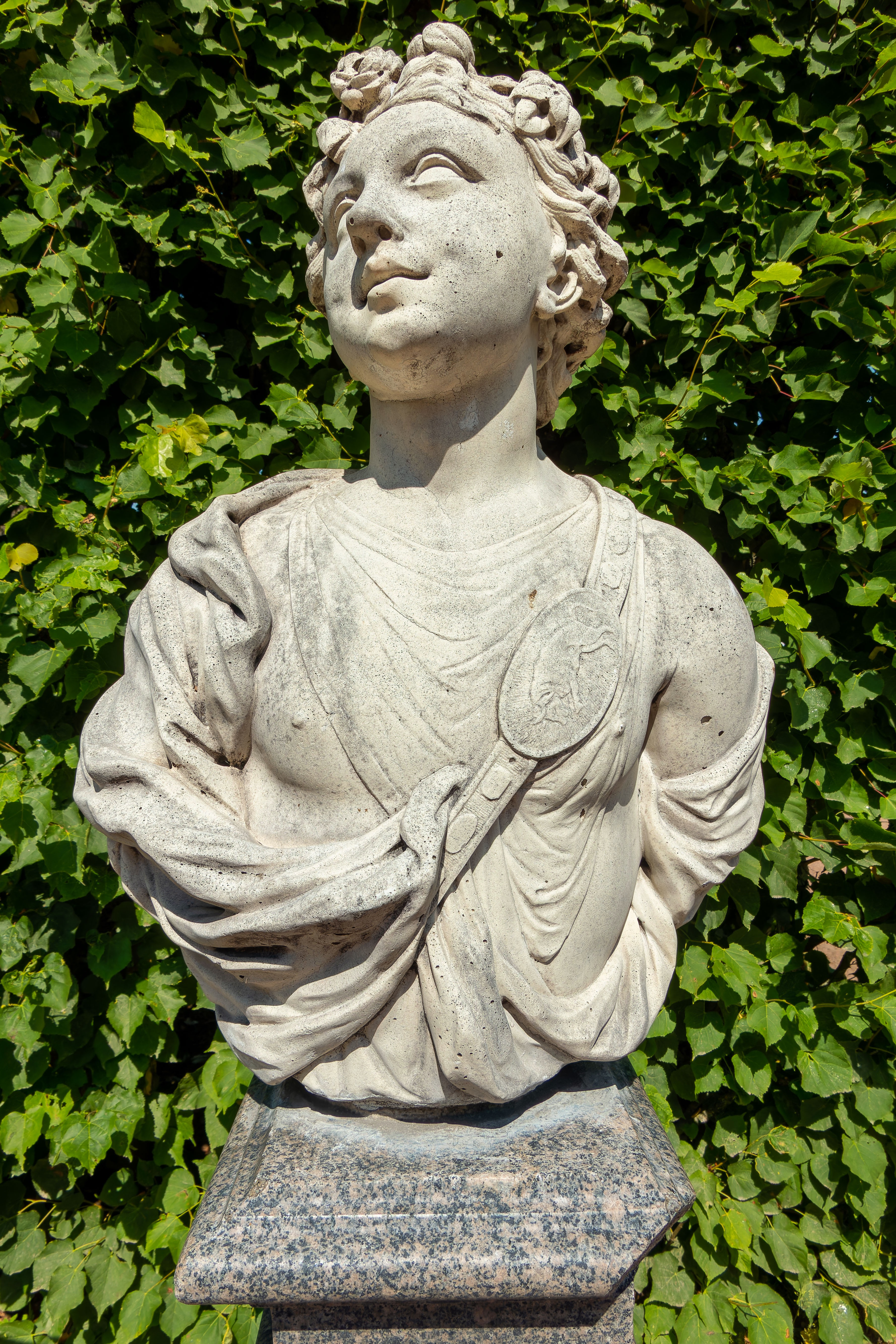
Бюст «Апрель» (1718-1719). ГМЗ «Царское Село», Санкт-Петербург.
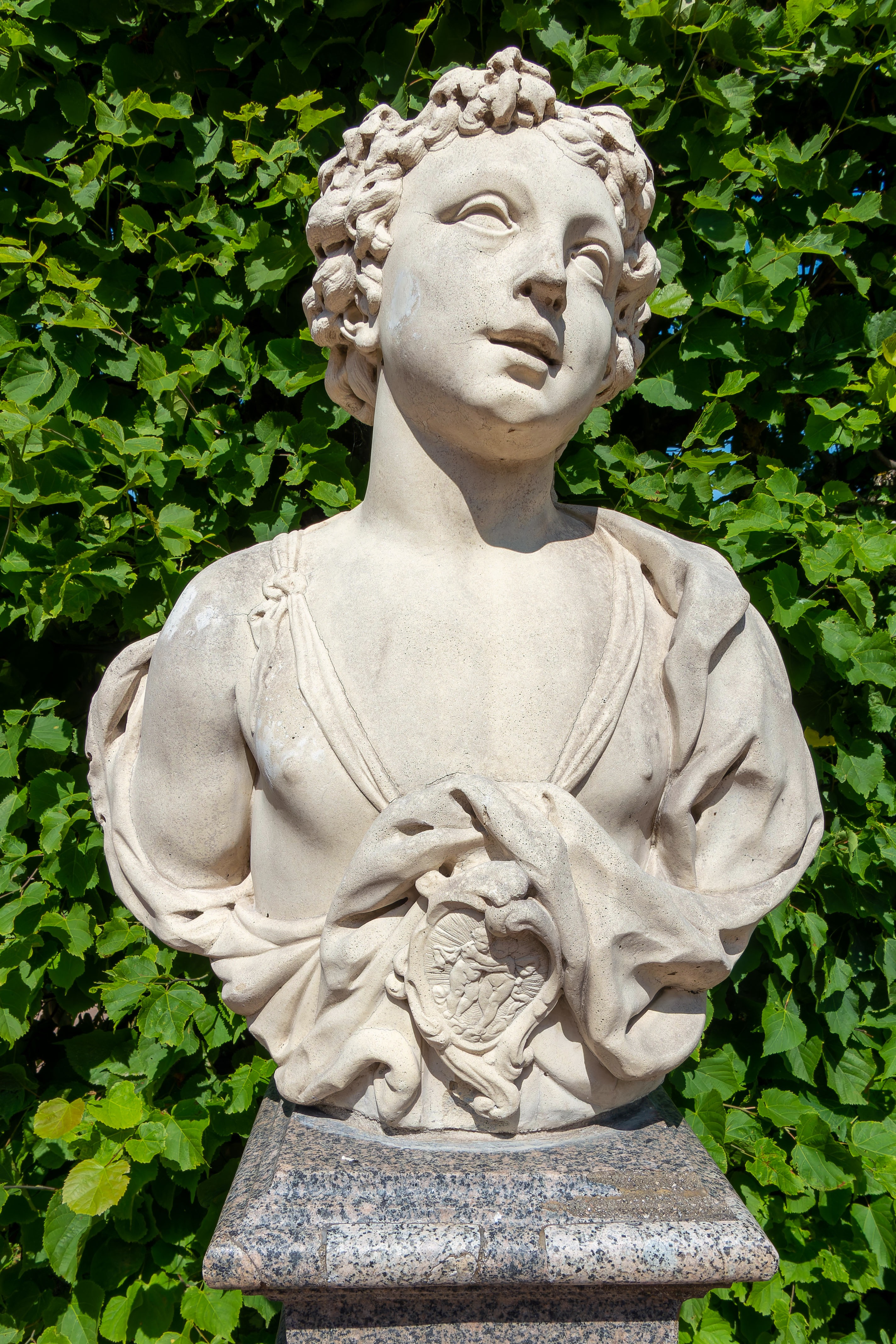
Бюст «Май» (1718-1719). ГМЗ «Царское Село», Санкт-Петербург.
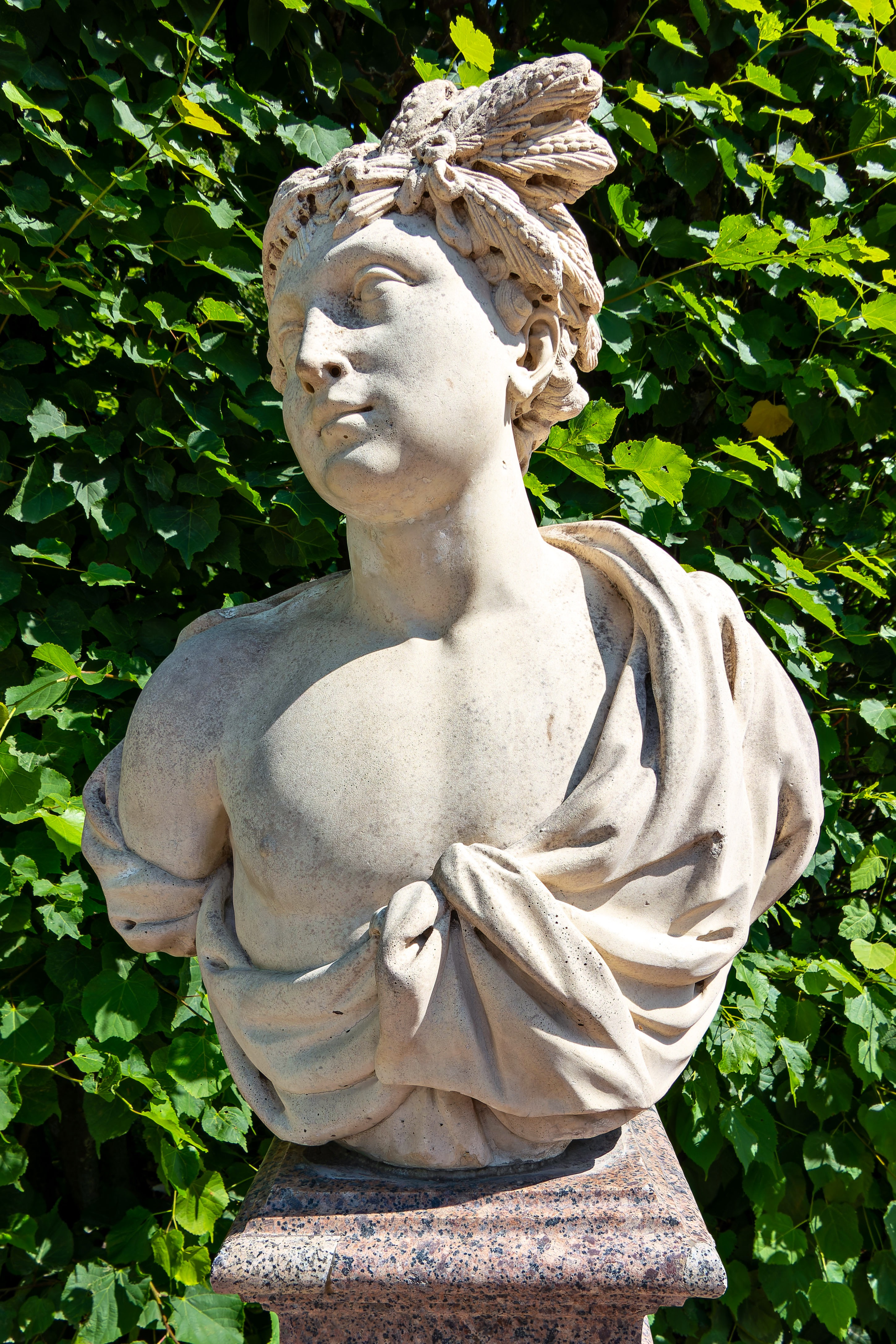
Бюст «Июнь» (1718-1719). ГМЗ «Царское Село», Санкт-Петербург.

Авторские подписи. Статуи «Ночь», «Аврора», «Полдень», «Закат»: IOANNES BONAZZA VENET. F., статуи «Сивилла Дельфийская», «Сивилла Ливийская»: (I)OANNES. ET. FILI BONAZZA. F., статуя «Адам»: IOANES BONAZZA VEN., статуя «Ева»: OPVS IOA: BONAZZA VENE, бюсты «Март», «Апрель», «Май», «Июнь»: IO: BONAZZA.